# Karsten Thormaehlen
Karsten Thormaehlen (* 1965 in Bad Kreuznach) ist ein deutscher Fotograf, Gestalter und Herausgeber. Er ist vor allem bekannt durch seine Fotoporträts von Hundertjährigen und Seniorensportlern.

## Leben
Nach dem Abitur am Stefan-George-Gymnasium in Bingen am Rhein, einer Berufsausbildung zum Bankkaufmann und anschließendem Zivildienst, begann Thormaehlen 1988 an der Johannes Gutenberg-Universität Mainz Philosophie, Kunstgeschichte und Politikwissenschaft zu studieren, wechselte aber kurze Zeit später an die Fachhochschule Wiesbaden um sich für ein Kommunikationsdesign-Studium einzuschreiben, das er 1993 mit Auszeichnung abschloss.
Seine berufliche Tätigkeit begann er zunächst als Gestalter und freier Fotograf bei Werbeagenturen, nach dem Studium als Art- und später Creative Director bei einer Werbeagentur mit Dependancen u. a. in Deutschland, Frankreich, Großbritannien, der Schweiz und den USA. Mitte der 1990er Jahre lebte und arbeitete er in New York, wo er mit namhaften Fotografen Werbekampagnen entwickelte und realisierte.
Thormaehlen arbeitet für deutsche und internationale Unternehmen und Verlage sowie für Architekturbüros, Design- und Werbeagenturen. Er ist außerdem als Lehrbeauftragter sowie Workshop- und Seminarleiter tätig und hält Vorträge auf Fachkongressen.

## Werk

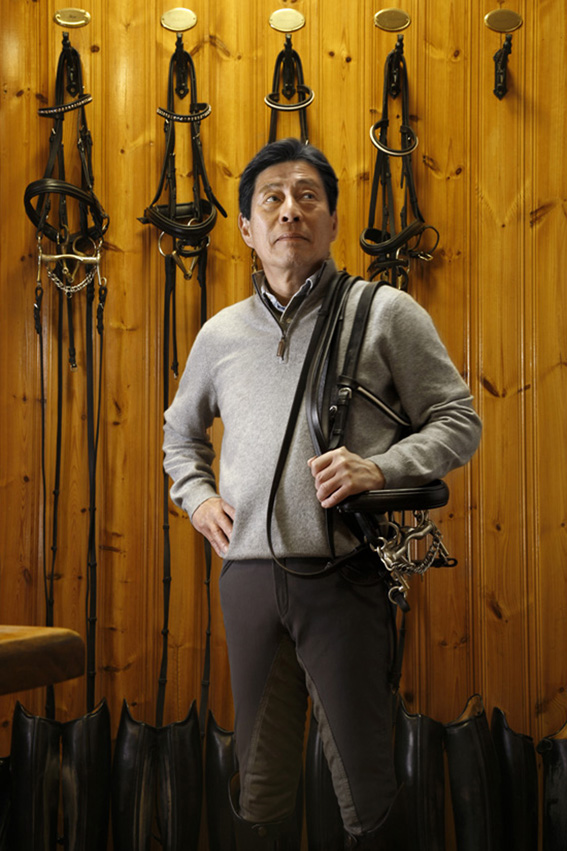
Karsten Thormaehlen: Dressurreiter Hiroshi Hoketsu, aus der Serie Silver Heroes, Aachen 2009

Thormaehlens künstlerisches Werk befasst sich mit demografischen und soziokulturellen Auswirkungen alternder Gesellschaften. Seine Fotoporträts über Hundertjährige wurden in mehreren Bildbänden veröffentlicht und in Ausstellungen im In- und Ausland präsentiert.
Für die Porträtsammlung Aging Gracefully – Portraits of People Over 100 recherchierte und besuchte er ca. fünfzig über Hundertjährige, darunter auch Persönlichkeiten wie den Schauspieler Lukas Ammann (Graf Yoster gibt sich die Ehre, Fernsehserie 1967–1976), die französische Schauspielerin Gisèle Casadesus (Das Labyrinth der Wörter, Film 2010), den Maler Prof. K.O. Götz oder den norwegischen Organisten Leif Solberg. Ebenso zwei 116-jährige Frauen, die US-Amerikanerin Susannah Mushatt Jones (1899–2016) und die Italienerin Emma Morano (1899–2017), die beide nachweislich vor 1900 geboren wurden und zu ihren Lebzeiten offiziell als älteste, lebende Personen der Welt gelistet waren, sowie Betty (1916–2018) und Morrie Markoff (1914–2024), den ältesten Mann der Vereinigten Staaten, für dessen 2017 erschienene Biografie Keep Breathing er das Vorwort schrieb. Das Buch erschien 2017 bei Chronicle Books, die deutsche Ausgabe wurde unter dem Titel 100 Jahre Lebensglück – Weisheit, Liebe, Lachen beim Knesebeck Verlag publiziert. Buchrezensionen über und Bildstrecken aus seinen Publikationen erschienen im Stern, im Spiegel, in GEO, brand eins, The European, emotion, der Süddeutschen Zeitung und der Zeit.
Das Fotoprojekt Silver Heroes, das Porträts betagter Athleten wie z. B. Heidi Biebl, Nick Bollettieri, Sir Chris Bonington, Jürgen Grabowski oder Hans Herrmann in einem gleichnamigen Bildband vereint, wurde als Bildstrecke im Stern (Ausg. 13/2010) veröffentlicht und 2013 von der Robert Bosch Stiftung für den Deutschen Alterspreis nominiert. Die Serie inspirierte die Weltgesundheitsorganisation zu einer Kampagne gegen Altersdiskriminierung.
2014 entstand im Auftrag des Deutschen Olympischen Sportbundes (DOSB) die vom Bundesministerium für Familie, Senioren, Frauen und Jugend geförderte Ausstellung Aktiv in die Zukunft – 2730 Jahre in 16 Bildern, die ebenfalls in mehreren deutschen Städten gezeigt wurde.
Unter dem Titel Wer rastet, der rostet! realisierten die Marie-Luise und Ernst Becker Stiftung zusammen und Karsten Thormaehlen eine weitere Ausstellung mit sportlich aktiven Seniorinnen und Senioren, die am 7. Juni 2022 im Foyer des Bundesministeriums für Familie, Senioren, Frauen und Jugend von Ministerin Lisa Paus eröffnet wurde.
Der japanische Papierhersteller Tokushu Tokai Paper und die Supermarktkette COOP Sapporo konzipierten 2015 zwei Kampagnen in Tokio und Sapporo mit zwanzig Porträts über hundertjähriger Japaner und Deutscher, die Thormaehlen in Sapporo, Berlin und Brandenburg fotografierte. Die Ausstellungen, die von der Agentur Hiromura Design Office gestaltet und umgesetzt wurden, erhielten zahlreiche Preise, darunter eine Auszeichnung bei den ADC Global Awards in New York City.
Anlässlich des 100-jährigen Firmenjubiläums realisierte das Bielefelder Modeunternehmen Seidensticker zusammen mit der Designagentur Bel Epok und Thormaehlen 2018 eine Testimonial-Kampagne mit über hundertjährigen Protagonisten. Insgesamt nahmen acht Damen und Herren, alle zwischen 99 und 103 Jahren alt, aus Kronberg, Berlin und Potsdam teil.
2019 entstand im Auftrag von SAGE und des amerikanischen Residenzenbetreibers Watermark Retirement Communities die Kampagne zur Sensibilisierung der Öffentlichkeit Not Another Second, die sich mit Belangen von LGBTQ+ Seniorinnen und Senioren auseinandersetzt. Die gleichnamige, mithilfe von AR-Technologie präsentierte Ausstellung wurde wegen der COVID-19-Pandemie verschoben. Die Eröffnung fand im Januar 2021 in der Galerieräumen der Residenz Watermark at Brooklyn Heights statt, eine zweite Präsentation war 2023 im Art Pavillon des Watermark at Westwood Village in Los Angeles zu sehen.
Young at Heart ist der Titel eines 2021 entstandenen Ausstellungs- und Buchprojekts, das die Gerontologin und Direktorin der 2019 gegründeten Abteilung Geriatrie an der Universitätsmedizin Göttingen, Christine von Arnim, zusammen mit Thormaehlen und dem Verleger Gerhard Steidl initiierte. Der gleichnamige Bildband mit Fotoporträts und Textbeiträgen von Jörg Albrecht, Asfa Wossen Asserate, Peter Bieri, Shigeaki Hinohara, Roger M. Nitsch und Konstantin Wecker erschien 2022 im Steidl Verlag.
2024 wurde Thormaehlen mit der künstlerischen Ausgestaltung eines Untersuchungszentrums der Universitätsmedizin Greifswald im Kreiskrankenhaus Wolgast betraut. Die Gesundheitsstudie MV-Fit (Mecklenburg-Vorpommern Frailty Interventional Trial) wird vom Bundesministerium für Bildung und Forschung unterstützt und setzt sich mit dem Thema „Gesundes Altern“ auseinander.
Karsten Thormaehlens Arbeiten sind in öffentlichen, institutionellen und privaten Sammlungen vertreten, u. a. im Museum der Weltkulturen in Frankfurt am Main, dem Design Museum London, der Allianz-Kunstsammlung, der Agaplesion Bethesda Klinik in Ulm, dem Pfalzklinikum Klingenmünster, dem Institut für Regenerative Medizin (IREM) der Universität Zürich, dem Lebensspuren-Museum in Wels oder der Freien Universität Amsterdam.

## Rezeption
Die Pharmakologin und Gastforscherin an der Universität Kopenhagen Laura Berliocchi sieht in Thormaehlens Porträtsammlungen „eindrucksvolle Beispiele für Resilienz und gesundes Altern, (...) eine intime, freudvolle Sicht auf das Leben älterer Menschen.“ In ihrem Textbeitrag in dem Bildband 100 Jahre Lebensglück – Beeindruckende Biografien voller Kraft und Weisheit beschreibt sie seine Arbeit als „stillen, eindrücklichen Aufruf, das Altern als natürlichen, bedeutungsvollen Teil des Lebens zu akzeptieren und unseren eigenen Weg mit weniger Angst, mehr Neugier, Hoffnung und Akzeptanz zu betrachten.“
„Karsten Thormaehlen setzt neue Maßstäbe,“ schrieb der 99-jährige Psychoanalytiker und Altersforscher Helmut Luft in einer Eröffnungsrede. „Er bricht mit dem Tabu, dass man von alten Menschen besser wegschaut, um nicht an sein eigenes Altern erinnert zu werden. Im Gegenteil macht er auf die Gesichter sehr alter Menschen aufmerksam und erinnert daran, dass Jung und Alt aufeinander angewiesen sind. (…) Thormaehlen will nicht die äussere, puppenhafte Schönheit zeigen, die moderne Kosmetik zustande bringt, sondern lebendige Gesichter – mit Runzeln und Falten. Nicht die starre Maske, sondern den Menschen dahinter, die Person, ist das Wesentliche. Die Gesichter, wie Thormaehlen sie aufnimmt, zeigen die Person, erzählen ihre Geschichte, teilen uns etwas mit.“
Die Kunst- und Kulturhistorikerin Sabine Kampmann schrieb zu der Serie Jahrhundertmensch (2006–2008) „Thormaehlens Greisinnen und Greise scheinen in einigen Aspekten mit Lievens Bildschöpfungen verwandt. Besonders auffällig ist dabei die Anwendung einer nahezu barocken Lichtregie, die auch von Rembrandt und den Caravaggisten bekannt, mit dramatische Helldunkelzonen arbeitet und uns dabei im hellsten Licht besonders realistisch wiedergegebene Körperpartien präsentiert. (…) Der Künstler nutzt das Potential der Fotografie, um einen enormen Detailreichtum wiederzugeben, wenn er durch große Tiefenschärfe die spezifische Textur der Faltenwürfe, Hautporen und Altersflecken zu sehen gibt (…). Die barock anmutende Chiaroscuro-Ästhetik erreicht er auch dadurch, dass er seine Modelle an der natürlichen Lichtquelle eines Fensters positioniert und die Möglichkeiten digitaler Bildbearbeitung nutzt, um das Spiel von Hell und Dunkel herauszuarbeiten sowie dem Inkarnat seinen warmen, lebendigen Farbton zu geben.“
„Thormaehlens Fotos von Hundertjährigen sind geeignet, immer wieder kritisierte, hartnäckig haftende Altersbilder durch reale Gegenbilder subversiv in Frage zu stellen“, schrieb der Publizist Henning von Vieregge. „Unser Gesicht ist mehr als eine Oberfläche. Wir versuchen aus ihm über den Menschen herauszulesen, der unser Gegenüber ist. Fotograf Karsten Thormaehlen suchte Gesichter, aus denen man ein ganzes Jahrhundert herauslesen kann“, moderierte Tom Buhrow in den Tagesthemen. „In Thormaehlens Porträts von Hundertjährigen auf der ganzen Welt ist das Älterwerden eine Sache der Schönheit“, titelte die Huffington Post und das Online-Magazin BuzzFeed schrieb: „So sieht das Glück mit 100 Jahren aus. Die Porträts des Fotografen Karsten Thormaehlen lassen den Alterungsprozess charmanter erscheinen.“ „Dass auch der betagte Körper Erstaunliches vollbringen kann, zeigen die Bilder des Fotografen Karsten Thormaehlen, der fitte Menschen im Rentenalter porträtiert hat“, schrieb der Stern über das Ausstellungs- und Buchprojekt Silver Heroes.
Die Weltgesundheitsorganisation WHO produzierte für den Weltgesundheitstag 2012 mit Motiven aus der gleichen Serie erstmalig eine Kampagne gegen Altersdiskriminierung. Die Ausstellung Mit hundert hat man noch Träume, mit freistehenden, überlebensgroßen Porträts und gerahmten Arbeiten von über Hundertjährigen in der Stadtkirche Jena, besuchten zwischen September und November 2014 über 15.000 Menschen.
Thormaehlens Projekte finden regelmäßig breites Medienecho. Er war in Interviews u. a. auf hr1, SWR Kultur, WDR 3 und Deutschlandfunk zu hören und trat in Fernsehdokumentationen auf, darunter in den Reportage-Reihen betrifft (Folge 100 Jahre jung), Kunscht! – Kultur im Südwesten  und 37 Grad (Folge Mit 100 ist noch nicht Schluss) sowie in der ZDF-Produktion Forever Young – Wie können wir das Altern stoppen?

## Mitgliedschaften
- BFF Berufsverband Freie Fotografen und Filmgestalter (BFF), Junior seit 2004, Professional Member seit 2008[49]
- Deutsche Gesellschaft für Photographie (DGPh), Berufung zum ordentlichen Mitglied 2015[50]
- Freelens, seit 2014[51]

## Einzel- und Gruppenausstellungen (Auswahl)

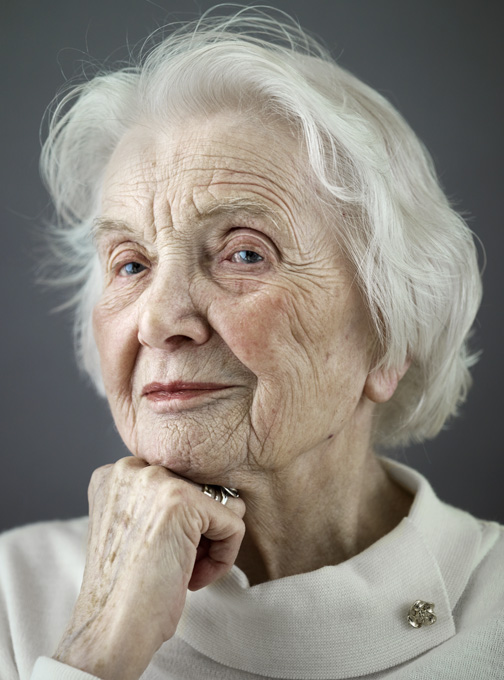
Karsten Thormaehlen: Erika E. (* 1910), Berlin 2011

- 2025 Die Kunst des Alterns, Werkschau anlässlich des Landauer Sommers 2025, Villa Streccius, Landau in der Pfalz[52]
- 2025 Love is Love, Ausstellung anlässlich des 20-jährigen Jubiläums der Wohnungslosen-Einrichtung Haus St. Martin am Autoberg, Hattersheim am Main[53]
- 2024 Karsten Thormaehlen: 10,000 Years of Life, Sonderausstellung anlässlich des Weltseniorentags, Museum Lüneburg, Lüneburg[54]
- 2024 Altern ohne Grenzen, Sonderausstellungen anlässlich des Jahreskongresses der Deutschen Gesellschaft für Geriatrie (DGG) und des Welt-Alzheimertages, Universität Kassel, Universitätsmedizin Göttingen[55][56]
- 2024 Young at Heart – oder die Kunst des Alterns, varisano Krankenhaus Hofheim am Taunus[57][58]
- 2024 Young at Heart – Neue Bilder vom Altern, Kreiskrankenhaus Wolgast, Universitätsmedizin Greifswald, Wolgast[59][60][61]
- 2023 Young at Heart – Gesünder und glücklicher altern, SOS-Kinderdorf Berlin-Moabit, Berlin[62]
- 2023 Not Another Second, The Watermark at Westwood Village, Los Angeles, Vereinigte Staaten[63][64][65]
- 2022 Young at Heart – Im Herzen jung, kuratiert von Susanne Ließegang, Kapellengang der Universitätsklinikum Gießen und Marburg[66][67]
- 2022 Wer rastet, der rostet!, Bundesministerium für Familie, Senioren, Frauen und Jugend (BMFSFJ), initiiert von der Marie-Luise und Ernst Becker Stiftung, Berlin[68]
- 2022 Würde – Interaktive Kunstausstellung in Bild und Tat, Gruppenausstellung, Bethel.regional, kuratiert von Yvonne Salzmann, Kulturort Depot, Dortmund[69][70]
- 2021 Young at Heart, kuratiert von Gerhard Steidl, Universitätsmedizin Göttingen[71]
- 2021 Not Another Second, The Watermark at Brooklyn Heights, Brooklyn, Vereinigte Staaten[72][73][74]
- 2019 Longevità e invecchiamento: sfide per l’Europa, 3. Tagung Alumni DAAD Italia / ADIT, Universität „Magna Graecia“ Catanzaro, Italien[75]
- 2019 The Art of Aging, Hotel BollAnts, Bad Sobernheim[76]
- 2018 Grey is the New Pink – Momente des Alterns, Gruppenausstellung, Weltkulturen Museum, Frankfurt am Main[77]
- 2015 Happy at Hundred, presented by airus, Toranomon Hills Building, Tokio[78] und Sapporo, Japan
- 2015 Wild Card, Gruppenausstellung, BFF, Triennale der Photographie, Galerie Westwerk, Hamburg[79]
- 2014 Aktiv in die Zukunft – 2730 Jahre in 16 Bildern, BAGSO-Fachtagung, Dominikanerkloster, Frankfurt am Main[80]
- 2014 Mit hundert hat man noch Träume, Galeriehaus Nord, Nürnberg;[81] Stadtkirche St. Michael, Jena[82]; Wald-Klinikum, Gera[83]
- 2014 Pioniere der Zukunft, Life Science Campus, Universität Zürich, Zürich-Schlieren, Schweiz[84]
- 2013 Silver Heroes, Der Deutsche Alterspreis 2013, Robert Bosch Stiftung, Repräsentanz Berlin[85]
- 2012 Jahr 100 Mensch, Lebensspuren-Museum, Wels, Österreich[86]
- 2012 Happy at Hundred, EBS Universität für Wirtschaft und Recht, Oestrich-Winkel[87]; Depot Immermannstraße, Dortmund[88]
- 2011 Jahrhundertmensch, Kunstforum Bausparkasse Schwäbisch Hall; Congress Park, Hanau[89]; Wandelhalle, Bad Nenndorf[90]
- 2010 Jahrhundertmensch, MMK3, Frankfurt am Main; Waagehaus SBK, Köln;[91] Pasinger Fabrik, München[92]
- 2009 Silver Heroes, Universität St. Gallen; Amt für Gesundheit, Frankfurt am Main
- 2009 Jahrhundertmensch, Davos; Städt. Galerie Mennonitenkirche Neuwied;[93] Karlsruhe; Schwörhaus Ulm; Rathaus Stuttgart; Freiburg i. B.[94]
- 2008 Jahrhundertmensch, Festspielhaus Bregenz[95]; Universität St. Gallen;[96] Rathaus Wien
- 2005 The Nature of Skin, Gruppenausstellung, Kunsthaus Hamburg, Barlach Halle K, Katalog Dölling & Gallitz[97]
- 2004 Im Rausch der Dinge / The Ecstasy of Things,[98] Gruppenausstellung, kuratiert von Thomas Seelig und Urs Stahel, Fotomuseum Winterthur, Schweiz, Katalog Steidl Verlag[99]

## Preise und Auszeichnungen (Auswahl)
- 2023 Cannes Lions, Nominierung (Direct Lions), Ascential Events Ltd., London[100]
- 2022 Portrait of Humanity, Winner single images, 1854 Media, British Journal of Photography, London[101]
- 2021 Portrait of Humanity, Auszeichnung, 1854 Media, London[102]
- 2021 Cannes Lions, Nominierung (Health & Wellness Lions), Ascential Events Ltd., London[103]
- 2021 ADC Festival, Gold, Art Directors Club, Hamburg[104]
- 2021 New York Festivals, Finalist Advertising Awards, International Awards Group, LLC., New York City[105]
- 2021 The Webby Awards, Nominierung, International Academy of Digital Arts and Sciences, New York City[106]
- 2020 Portrait of Humanity, Auszeichnung, Magnum Photos & 1854 Media, London[107]
- 2019 DAM Preis, Nominierung, Deutsches Architekturmuseum, Frankfurt am Main[108]
- 2019 Portrait of Humanity, Auszeichnung, Magnum Photos & 1854 Media, London[109]
- 2017 Px3 Prix de la Photographie, Bronze, Paris[110]
- 2017 Art Directors Club 96th Annual Awards, Merit, New York[111]
- 2016 Taylor Wessing Photographic Portrait Prize, Auszeichnung, National Portrait Gallery, London[112]
- 2016 BoB Best of Business to Business Award, Gold, Kommunikationsverband e. V., Berlin[113]
- 2015 Lucie Awards, Winner, print advertising campaign of the year, Lucie Foundation, Los Angeles[114]
- 2015 Clio Awards, Silver, New York[115]
- 2015 Cannes Lions, Gold (Press Lions), Ascential Events Ltd., London[116]
- 2012 Roses Media Awards, 1. Preis, Independant Age & Barchester Healthcare, London[117]
- 2011 Taylor Wessing Photographic Portrait Prize, Auszeichnung, National Portrait Gallery, London[118]

## Publikationen (Auswahl)
- 100 Jahre Lebensglück – Beeindruckende Biografien voller Kraft und Weisheit. Knesebeck Verlag, München 2025, ISBN 978-3-95728-990-2.[119]
- Young at Heart, hrsg. von Christine von Arnim, Steidl Verlag, Göttingen 2021, ISBN 978-3-96999-029-2.[120]
- Not Another Second – LGBT+ Seniors Share Their Stories, hrsg. von Ines Newby, Alyssa Quintero und Samantha Roettges. Watermark Retirement Communities, Tucson, Arizona 2021, ISBN 978-0-578-80580-1.[121]
- Grey is the New Pink – Momentaufnahmen des Alterns, hrsg. von Alice Pawlik. Kerber Verlag, Bielefeld 2018, ISBN 978-3-7356-0491-0.[122]
- 100 Jahre Lebensglück – Weisheit, Liebe, Lachen. Knesebeck Verlag, München 2017, ISBN 978-3-95728-072-5.[123]
- Aging Gracefully: Portraits of People over 100, Texte von Constanze Kleis, Chronicle Books, San Francisco, Kalifornien 2017, ISBN 978-1-4521-4533-4.
- Silver Heroes, Kehrer, Heidelberg 2012, ISBN 978-3-86828-243-6.
- Mit hundert hat man noch Träume, Kehrer, Heidelberg 2011, ISBN 978-3-86828-243-6.[124]
- Love Kills. Betting on the Muse., hrsg. von Florian Heinke und Sandra Mann, hrsg. von Karsten Thormaehlen, Dirty Lovers Books, Mörfelden-Walldorf 2010, ISBN 978-3-00-032479-6.[125]
- Jahrhundertmensch, Frankfurt am Main 2008, ISBN 978-3-00-025096-5
- Playtime, von Alexander Straulino, hrsg. von Karsten Thormaehlen. Daab Verlag, Köln 2006, ISBN 978-3-937718-84-2[126]
- Intense, von Mario Schmolka, hrsg. von Karsten Thormaehlen. Daab Verlag, Köln 2005, ISBN 978-3-937718-45-3.
- Tropical Blend, von Bruno Poinsard, hrsg. von Karsten Thormaehlen. Daab Verlag, Köln 2005, ISBN 978-3-937718-44-6.[127]
- New York Moments, von Bernd Obermann, mit einem Vorwort von Elliott Erwitt, hrsg. von Karsten Thormaehlen. Daab Verlag, Köln 2005, ISBN 3-937718-43-5
- Roadshow, von Alexander Babic, hrsg. von Karsten Thormaehlen. Daab Verlag, Köln 2005, ISBN 978-3-937718-96-5.[128]
- Stier, Bischof & Tod, von Thomas Duttenhoefer, hrsg. von Karsten Thormaehlen. Frankfurt am Main 2005, ISBN 978-3-00-017299-1.
- Rome – Photographs by Karsten Thormaehlen. teNeues, Düsseldorf 2004, ISBN 3-8238-4578-0.[129]